# Edirne (település)

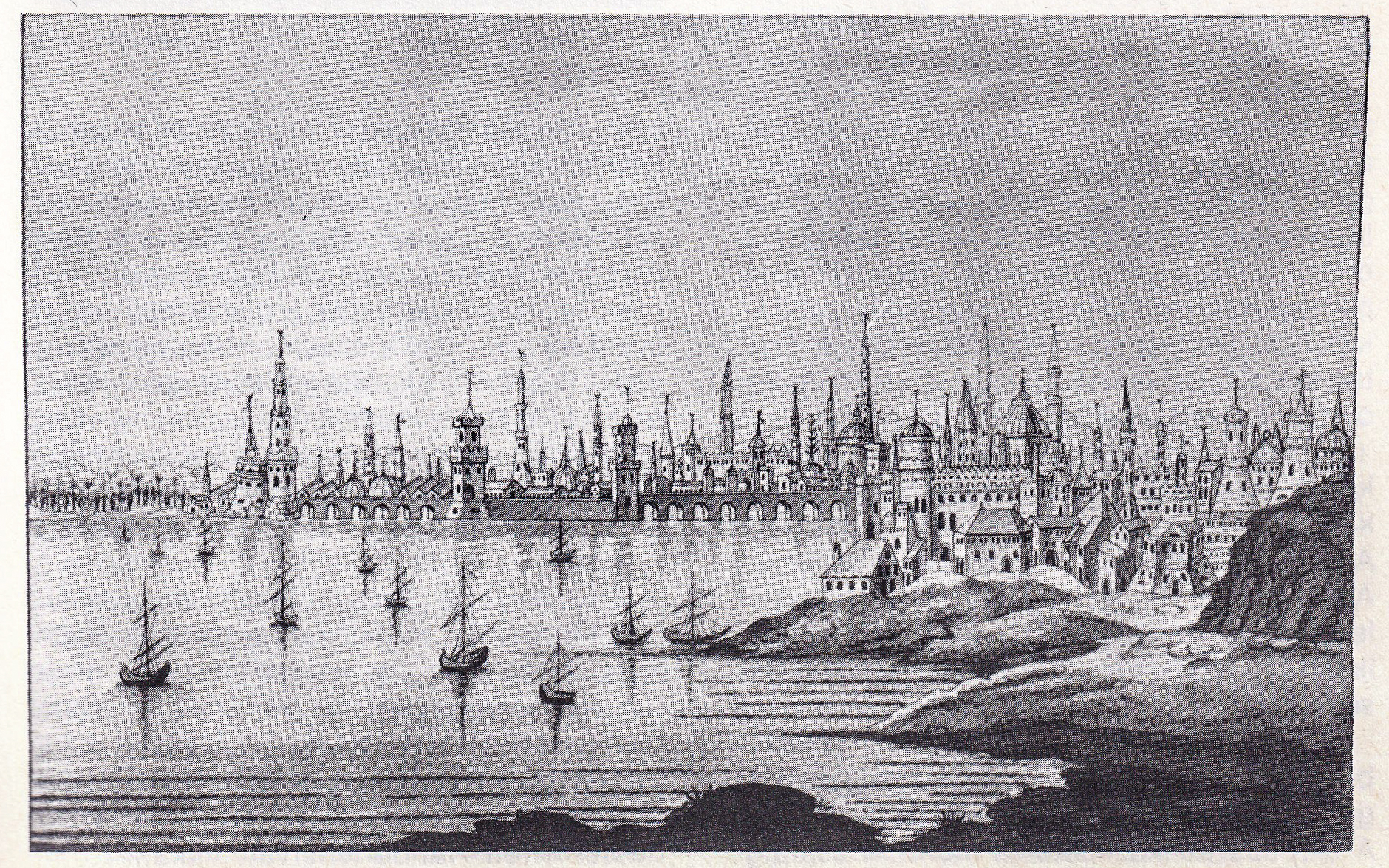
Edirne mint az Oszmán Birodalom fővárosa

Edirne (latinul: Hadrianopolis, magyarul Drinápoly) város Európában, Törökország legnyugatibb részén, az egykori Trákia területén, közel a görög és a bolgár határhoz. Edirne tartomány székhelye és az azonos nevű körzet központja is egyben. Az első világháborúig Adrianople, Hadrianopolis néven emlegették Nyugat-Európában.
A körzet népessége 162 161 fő, a városé 148 474 fő volt 2012-ben.

## Történelme
A várost a legendák szerint Hadrianus római császár alapította egy ősi trákiai település helyén, melynek neve Uskadama (vagy Uskudama, Uskodama) volt. 1362-ben az Oszmán Birodalom meghódította a várost, mely egészen 1453-ig a birodalom fővárosa volt. Itt öntötte 1453-ban egy Orbán nevű magyar öntőmester a Bazilika nevű szuperágyút is II. Mehmed megbízásából.
Az ókori görögök idejétől kezdve a terület 15 nagy csata helyszíne volt. 378-ban itt győzték le a vizigótok Valens római császárt, és a város fontos erődítmény volt Kelet-Trákia és Konstantinápoly védelmében az 1912–1913-as balkáni háborúk idején. A várost 1829-ben és 1878-ban az oroszok, 1913-ban pedig a bolgárok foglalták el ideiglenesen.
A város eredeti nevét (Hadrianopolisz) alapítójáról kapta, és görögül, illetve angolul ma is így nevezik (Adrianopole). A város török neve azonban Edirne vagy Edreneh, a szlávok Odrin-nak vagy Jedrené-nek nevezték. Valószínűleg mindegyik a Hadrianus-ból származik.

## Látnivalók
Edirnében található Törökország legmagasabb minaretjeivel (70,9 m) rendelkező Szelim-mecset, melyet 1575-ben II. Szelim építtetett és az oszmán építészet nagymestere, Szinán tervezett. A minaretek mindegyikén 3, egymás fölé helyezett galéria van. Mindegyik galériára a minaret belsejében 300, egymást nem érintő lépcsőből álló csigalépcső vezet fel (Szinán találmánya). A minaretekről gyönyörű kilátás nyílik a városra és környékére. A mecset tágas, dísztelen belseje fölött négy hatalmas kupola található, amelynek átmérője 31,2 méter (az isztambuli Hagia Szophiáé 31,4 m). 
Az Eski (vagyis: "régi") mecsetet 1414 januárjában szentelték fel. Alapjait Suleyman Celebi rakatta le, majd az építkezést testvérei, Musa Celebi, később Mehmet Celebi folytatta. Az építész Haci Alaaddin, segédje Omer Bin Ibrahim volt. A minaretet II. Murád oszmán szultán idején (1421–1448) építették. Az asszonyok páholyát 1612-ben Filibeli Ramazan aga építtette. 
Edirne híres az „olajos májról”, fehér sajtjáról és gyümölcs alakú szappanjairól. Minden júniusban rendeznek a városban olajbirkózást, melynek neve törökül yağlı güreş mely az olimpiai játékok után a legrégebbi sportrendezvény.

## Oktatás
- Trakya Egyetem[3]

## Híres edirneiek
- İlhan Koman (1921–1986), szobrászművész
- Cem Adrian (1980–), énekes

## Galéria

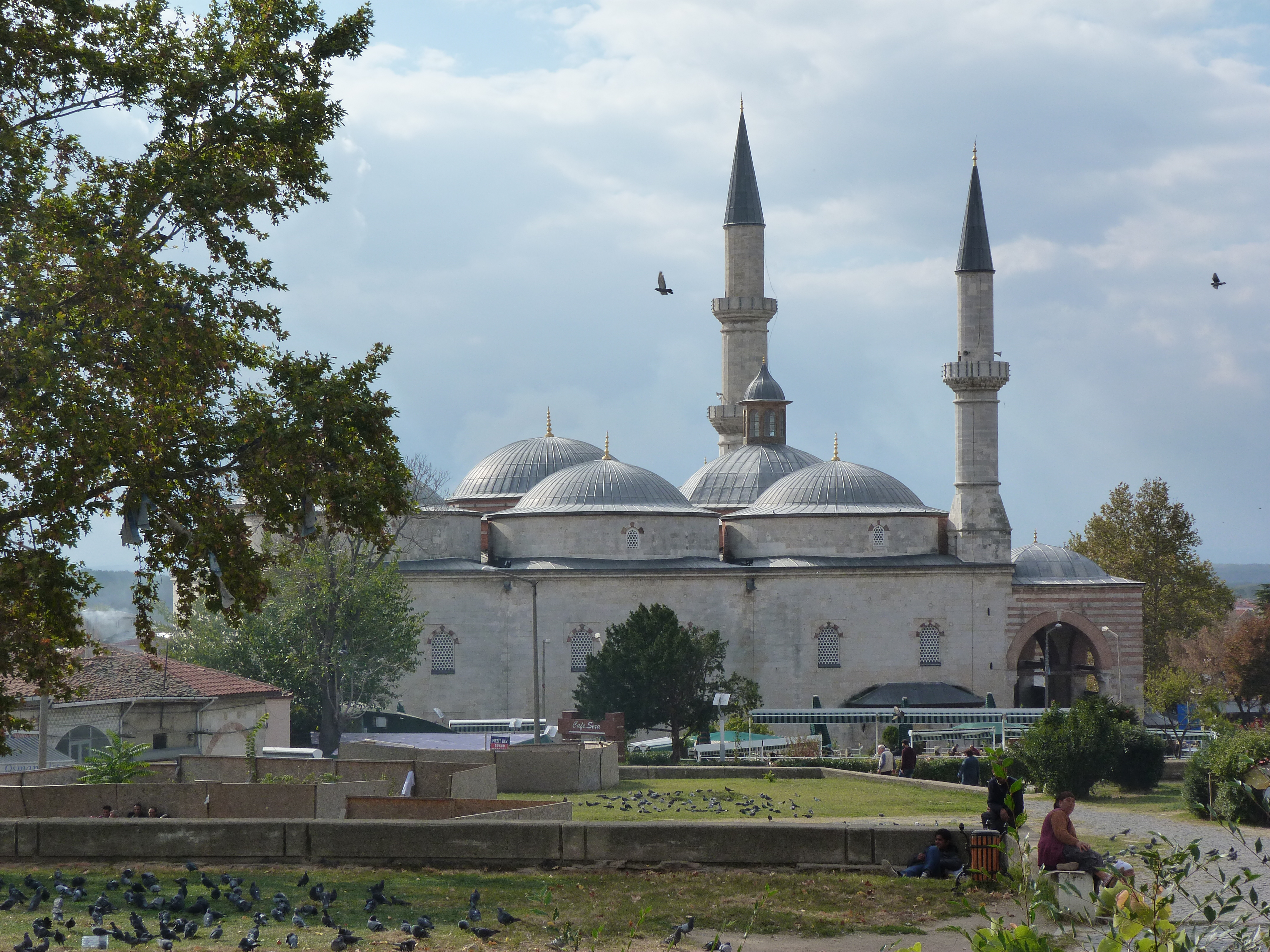
Régi mecset
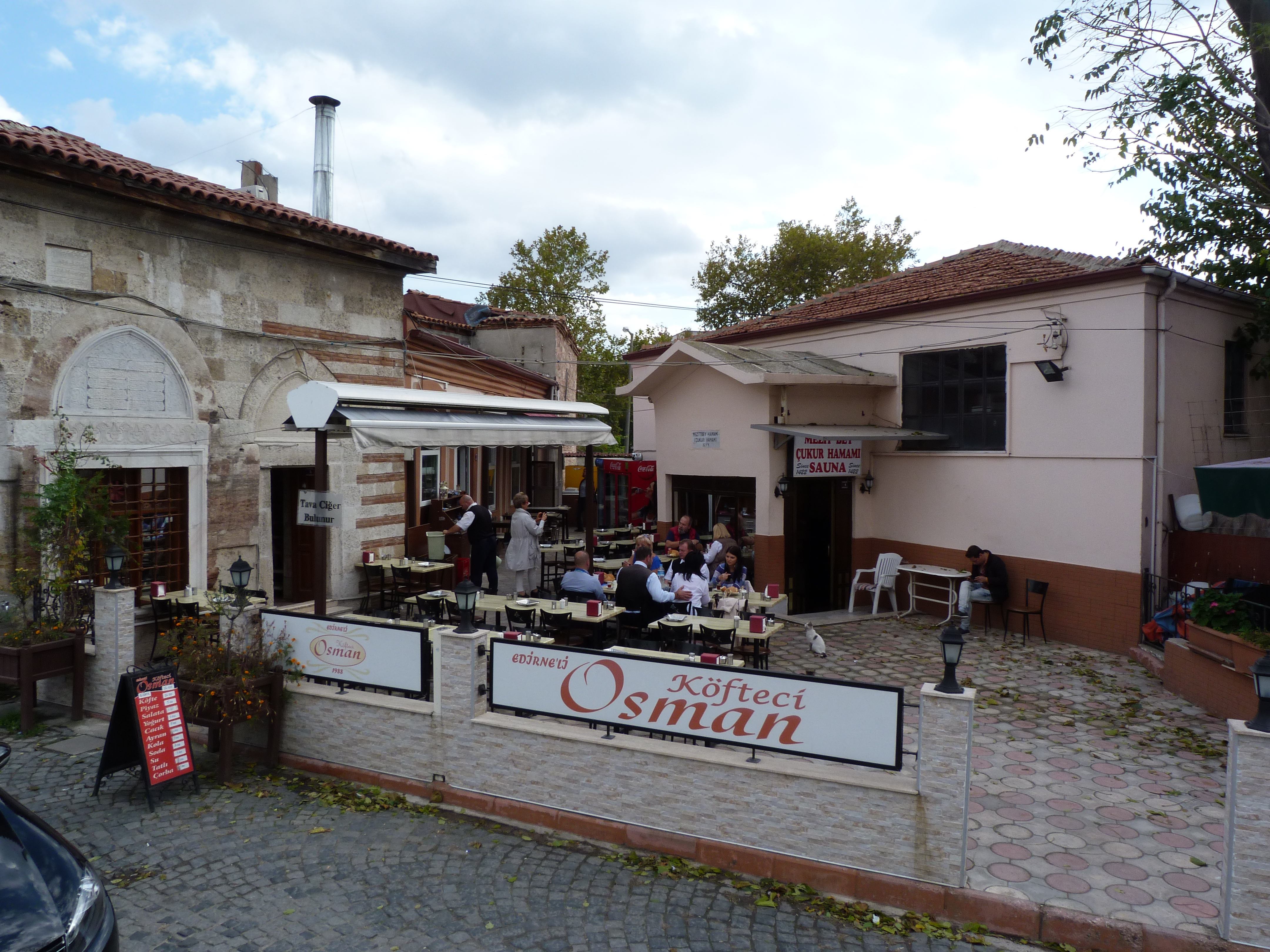
Köfteci Osman
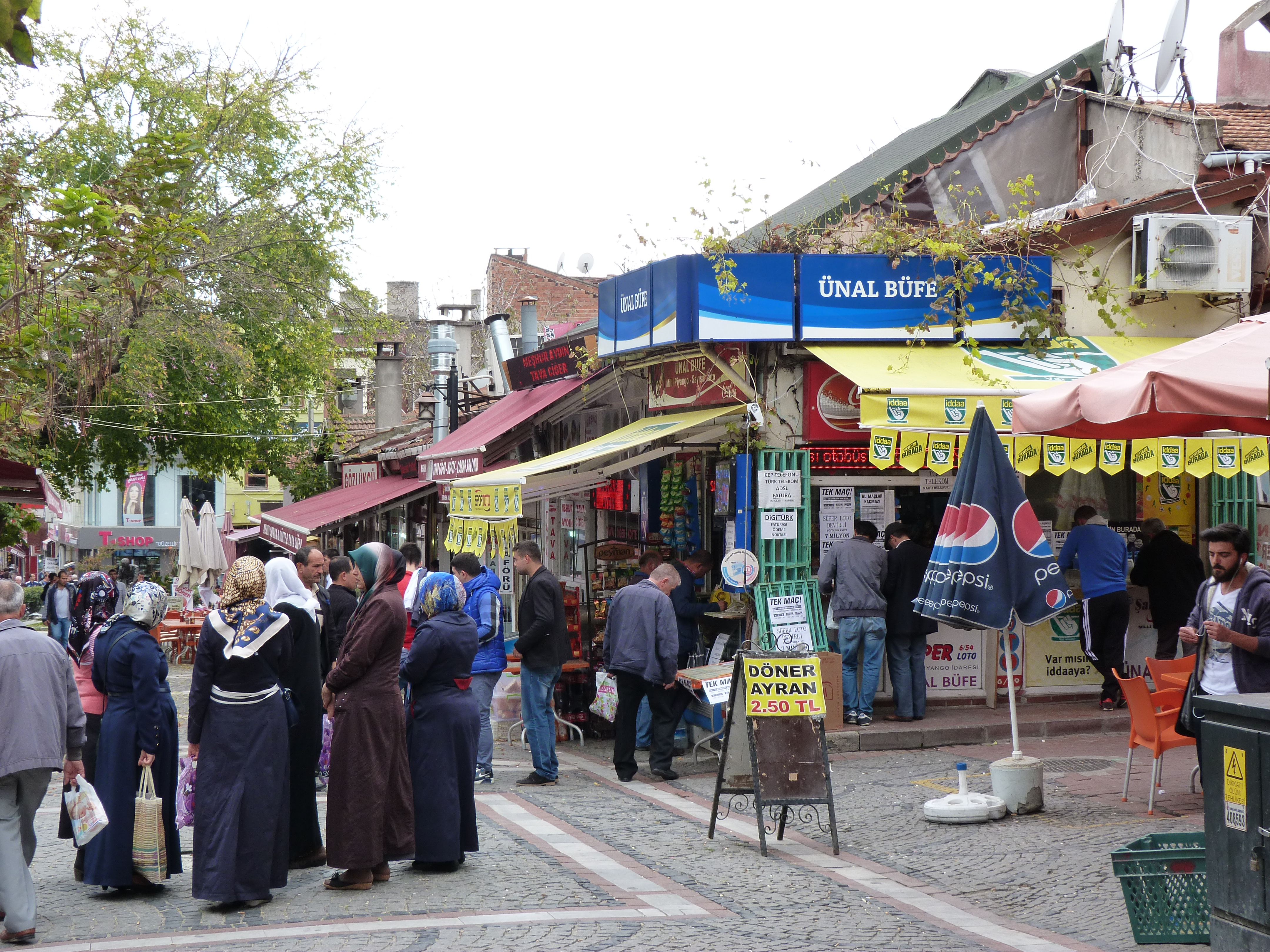
Edirne
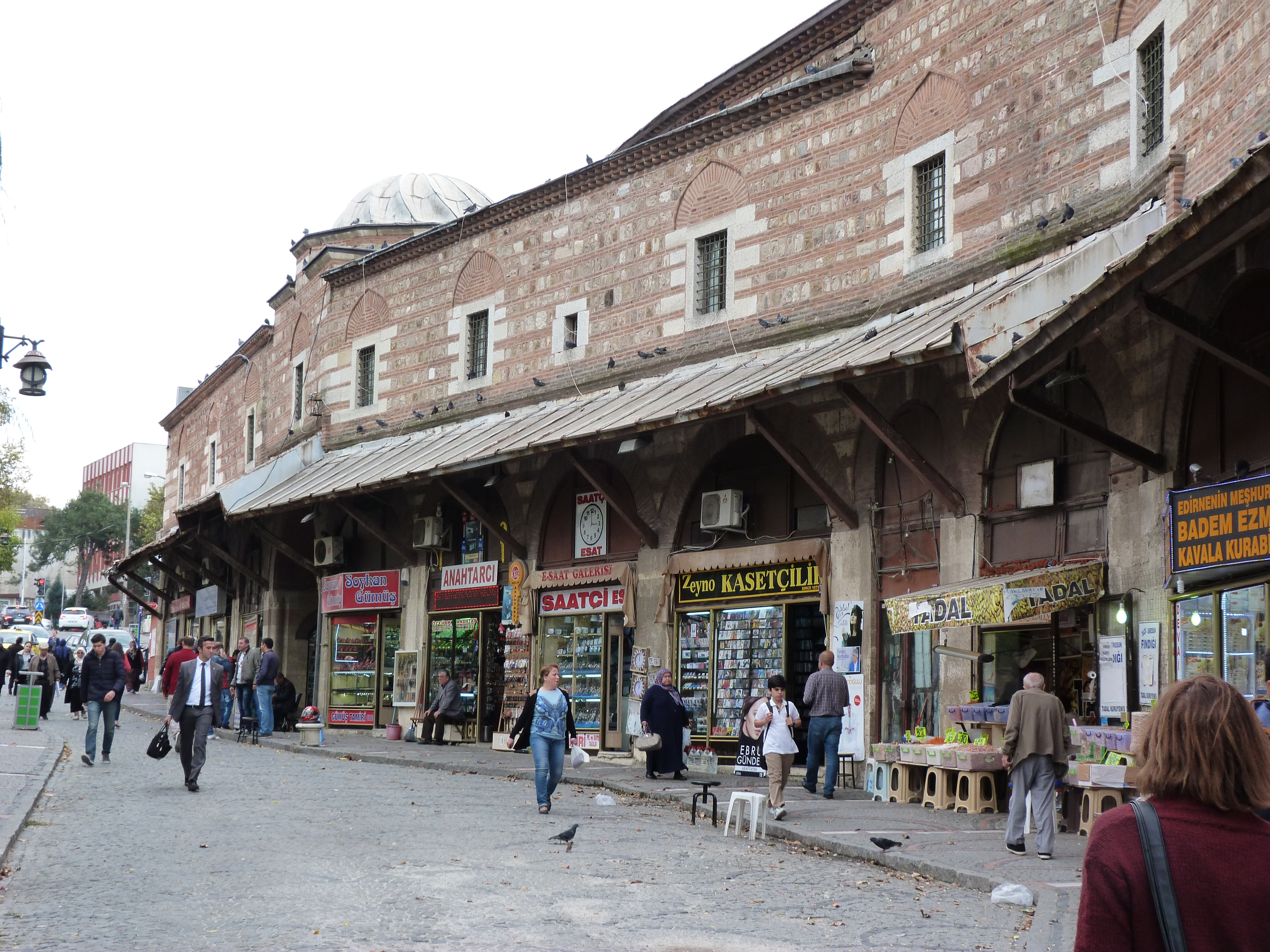
Edirne
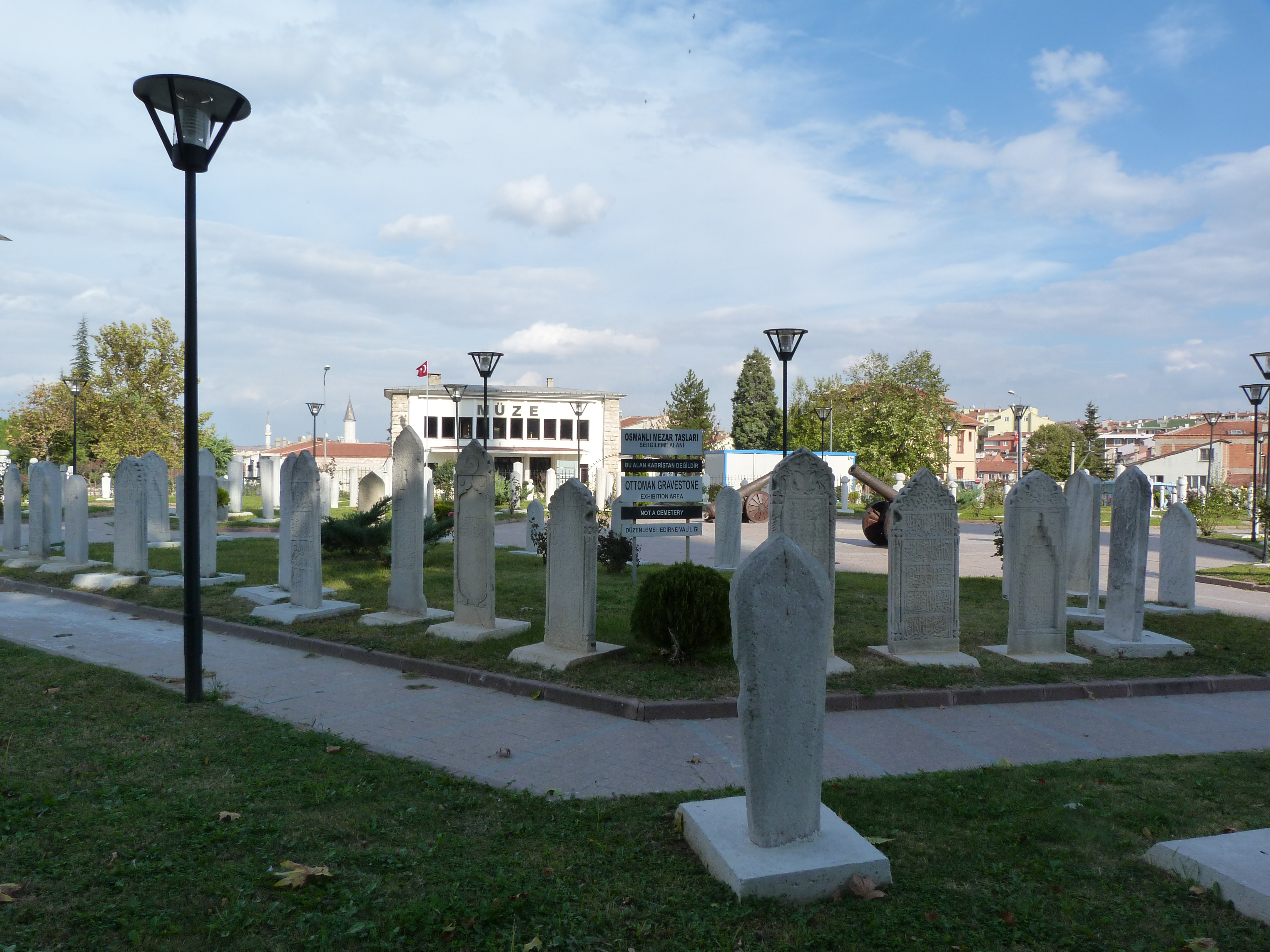
Múzeum